# Wiardunki
Wiardunki – wieś w Polsce położona w województwie wielkopolskim, w powiecie obornickim, w gminie Ryczywół.
W latach 1975–1998 miejscowość administracyjnie należała do województwa pilskiego.
We wsi stoi kaplica św. Maksymiliana Marii Kolbego. 